# Fungiacyathus variegatus
Fungiacyathus variegatus är en korallart som beskrevs av Stephen D. Cairns 1989. Fungiacyathus variegatus ingår i släktet Fungiacyathus och familjen Fungiacyathidae. Inga underarter finns listade i Catalogue of Life.